# جوانا پرادو
جوانا پرادو (انگلیسی: Joana Prado؛ زاده ۲۲ ژوئن ۱۹۷۶) یک مدل گلامور است.